# Abdij van Ulmet
De Abdij van Ulmet (Sancta Maria de Ulmeto) was een uit 1173 stammende abdij van de cisterciënzers in de regio Provence-Alpes-Côte d'Azur. De abdij lag 25 kilometer van de stad Arles in het deel van de Camargue dat tot de gemeente Arles behoort.

## Geschiedenis
De abdij, deed net als de Abdij van Franquevaux, aan zoutwinning. Zij werd, met ondersteuning van de heren van Baux, als dochterklooster van de Abdij van Bonnevaux gesticht. De abdij hoorde bij de filiatie van de Abdij van Cîteaux. De abdij stond op een heuvel ("Montille de l'abbaye d'Ulmet") tussen het Étang d’Ulmet en de gelijknamige tak van de Rhône.  Er waren verzoeken om de abdij bij de Abdij van Valmagne aan te laten sluiten, maar in 1323 werd het bij het benedictijnenklooster Psalmody ingedeeld dat de verplichting op zich nam om vier monniken uit Sylveréal en twee uit Ulmet op te nemen. Ulmet werd in 1437 onbewoonbaar verklaard en verlaten. In de zestiende eeuw werd ook de Abdij van Sylveréal verlaten. De bouwstenen van de abdijkerken werden gebruikt voor de bouw van huizen en een dijk. Tegenwoordig is alleen de heuvel nog zichtbaar. Van het klooster van Sylveréal zijn geen restanten meer zichtbaar. De namen  "la grande Abbaye" en "la petite Abbaye"" herinneren nog aan het voormalige klooster.